# マヌイル・アンゲロス・フィランソロピノス
マヌイル・アンゲロス・フィランソロピノス（Μανουήλ Άγγελος Φιλανθρωπηνός, ローマ字転写: Manouel Angelos Philanthropinos, 生没年不詳）は、東ローマ・ギリシア系セサリア君主国（テッサリア君主国）支配者（在位：1389年12月? - 1393年12月?）、副帝（ケサル）。古典的慣例表記ではマヌエル・アンゲロス・フィラントロペノス。

## 生涯と事績
マヌイルは父（もしくは兄）で前任者のアレクシオス・アンゲロス・フィランソロピノスの後を継いでセサリアの支配者となった。しかし既にオスマン朝はバヤズィト1世の支配下にトラキア－マケドニア地方一帯の支配を確立し、ギリシア本土からペロポニソス半島へと南下しつつあった。セサリアは地理上その途上にあり、君主国の独立は風前の灯火であった。マヌイルがその短い治世に残した事績は殆ど知られていない。
1393年、バヤズィト1世は自らセサリアに遠征し、ラリサ、ドモコスなど主要都市を占領し同地を併合した。恐らくマヌイルは自発的にその支配権を放棄したものと思われる。彼の後半生について殆ど記録はなく、没年は不明である。

## 家族
妻の名前は不明。少なくとも一人の息子が知られている。
- ミハイロス・アンゲロス（Μιχαήλος Άγγελος; Michaelos Angelos, 1427年没） - セサリアを離れてコソヴォ地方の鉱山都市ノヴォ・ブルドに移住し、セルビア人女性と結婚した。少なくとも以下二人の息子を得ている。

- ミハイロス＝ミハイル・アンゲロヴィチ（Michaelos-Mikhail Angelović; ギリシア語表記: Μιχαήλος; セルビア語表記: Михаил Ангеловић, 生年不詳 - 1463年以降） - ギリシア人ながらセルビア宮廷に於いて宰相を務め（1457年 - 1458年）、オスマン朝、ドゥブロヴニク共和国へ使節として赴いた。兄弟であるマフムトがデヴシルメによってオスマン宮廷に入って出世した事もあり、親オスマン派を結成。後、親ハンガリー派が宮廷で台頭した為失脚。現在のセルビア語表記では「アンジェロヴィチ」（Анђеловић: Anđelović）。
- ヴェリ・マフムト・パシャ・アンゲロヴィチ（Veli Mahmut Paşa Angelović; ギリシア語表記: Βελί Μαχμούτ Πασάς; セルビア語表記: Вели Махмуд Паша Ангеловић, 生年不詳 - 1474年7月18日） - メフメト2世の下で二度にわたり大宰相を務め（1453年 - 1467年，1472年 - 1473年）、セルビア公国（1459年）、モレアス専制公領（1460年）、トレビゾンド帝国（1461年）の征服、ワラキア遠征（1462年）など多数の戦役で軍功を挙げた。二度目の大宰相就任時、讒言によりメフメト2世の怒りを買い失脚、後に処刑された。スルタンは後に真相を知り大いに後悔したという。現在のセルビア語では「アンジェロヴィチ」。

（本項目の表記は中世ギリシア語の発音に依拠した。古典式慣例表記については各リンク先の項目を参照。またセサリアの国号については「君主国」とした）
| 先代 アレクシオス・アンゲロス・フィランソロピノス | セサリア（テッサリア君主国）君主 1389年 - 1393年 | 次代 滅亡（オスマン朝に併合） |